# دايفيد هايلاند
دايفيد هايلاند (بالإنجليزية: David Hyland)‏ هو لاعب كرة قدم كندية أمريكي، ولد في 30 مايو 1987 في وودستوك في الولايات المتحدة.